# Saint-Didier-sous-Riverie
Saint-Didier-sous-Riverie is een plaats en voormalige gemeente in het Franse departement Rhône in de regio Auvergne-Rhône-Alpes en telt 1148 inwoners (1999). De plaats maakt deel uit van het arrondissement Lyon.

## Geschiedenis
Saint-Didier-sous-Riverie is op 1 januari 2017 gefuseerd met de gemeenten Saint-Sorlin en Saint-Maurice-sur-Dargoire tot de gemeente Chabanière. 

## Geografie
De oppervlakte van Saint-Didier-sous-Riverie bedraagt 13,9 km², de bevolkingsdichtheid is 82,6 inwoners per km².
De onderstaande kaart toont de ligging van Saint-Didier-sous-Riverie met de belangrijkste infrastructuur en aangrenzende gemeenten.

## Demografie
Onderstaande figuur toont het verloop van het inwonertal (bron: INSEE-tellingen).